# 장안대학교
장안대학교(長安大學校, Jangan University)는 대한민국 경기도 화성시에 있는 전문대학이다.

## 연혁
1978년 12월, 학교법인 장안학원(현 학교법인 서림학원)에 의하여 장안실업전문대학이 설립되었다. 이듬해 3월 10일 개교하였다. 1991년 5월, 장안전문대학으로 교명을 변경하였다. 1989년 5월, 장안대학으로 교명을 변경하였고, 2011년 11월 장안대학교로 교명을 변경하여 현재에 이르고 있다.
한편, 2015년 실시된 대학구조개혁평가에서 D+등급을 받은 이력이 있지만, 2017년 이 등급으로 인한 재정 지원 제한 조치가 해제되었다. 2018년 실시된 대학기본역량진단에서 역량강화대학에 선정된 바 있다. 2022년, 정부 재정 지원 제한 대학에 선정되어 정부 재정지원 사업 지원과 신청이 전면 중단되며, 이 학교의 신입생과 편입생은 한국장학재단의 국가장학금 Ⅱ유형을 지원받을 수 없게 되고, 일반상환 학자금대출 지원은 50% 제한된다. 국가장학금 Ⅰ유형은 일정 수준의 성적을 충족하면서 소득수준이 낮은 학생들에게 지원되며, Ⅱ유형은 대학별 기준에 따라 등록금 범위 내에서 지원하는 장학금이다. 한편 2025학년도부터는 교육부의 대학평가가 없어지고, 한국대학교육협의회·한국전문대학교육협의회의 기관평가인증 결과와 사학진흥재단의 재정진단 결과에 따라 국가장학금·학자금대출 제한 조치가 이뤄진다. 2025학년도 대학입학 수시전형 일정을 고려해 달라진 평가체제에 따라 한국대학평가원과 고등직업교육평가인증원은 각각 3주기(2021~2025년) 지표를 적용해 2024년도 전문대학 기관평가인증을 실시했고, 한국사학진흥재단은 사립대학을 대상으로 재정진단을 실시한 결과 전문대학 기관평가 인증 획득(20251.1~2028.12.31.)과 학자금 지원가능대학으로 선정되었다.

## 교육편제
장안대학교는 호텔관광학부, 예술디자인학부, IT·콘텐츠학부, 보건복지학부, 인문사회학부, 글로벌자율학부 등 자체적으로 6개 학부를 설정하고 37개 학과를 편제하여 전문학사 학위를 수여하고 있다.

## 캠퍼스 풍경
장안대학교는 경기도 소재 사립 전문대학으로, 상리에 위치한다. 캠퍼스 내 약 11동의 건축물이 위치해 있다. 캠퍼스 서부로 삼천병마로가 지나며, 캠퍼스 중앙에서 북측 방면으로 뻗은 길이 최루백로와 접속하여 캠퍼스로 접근이 가능하다. 캠퍼스 동부는 협성대학교와 접한다.